# HEIMDAL
 For alternative betydninger, se Heimdal.
HEIMDAL (Historical Estimated International Model of the DAnish Labour movement) er en international makroøkonomisk model, som er udviklet i Arbejderbevægelsens Erhvervsråd (AE). I opbygningen af HEIMDAL er der set på verdensøkonomien fra en dansk/nordisk synsvinkel. 
HEIMDAL beskriver økonomien i 13 OECD-lande, heraf 11 europæiske. Disse lande er: Danmark, Sverige, Norge, Finland, Tyskland, Storbritannien, Frankrig, Italien, Holland, Belgien, Spanien, USA og Japan. Herudover inkluderer modellen udenrigshandlen for tre ikke-OECD blokke OPEC, NIC-landene samt det tidligere Comecon-område.
Modelstrukturen og de estimerede relationer bygger på de metoder og teorier, som er traditionelle inden for makroøkonomiske simulationsmodeller. En væsentlig inspirationskilde til de anvendte relationer har været de danske modeller ADAM, SMEC og MONA samt de internationale modeller INTER-LINK (OECD), NIGEM (NIESR) og QUEST (EU-kommissionen).